# Anna Shaffer

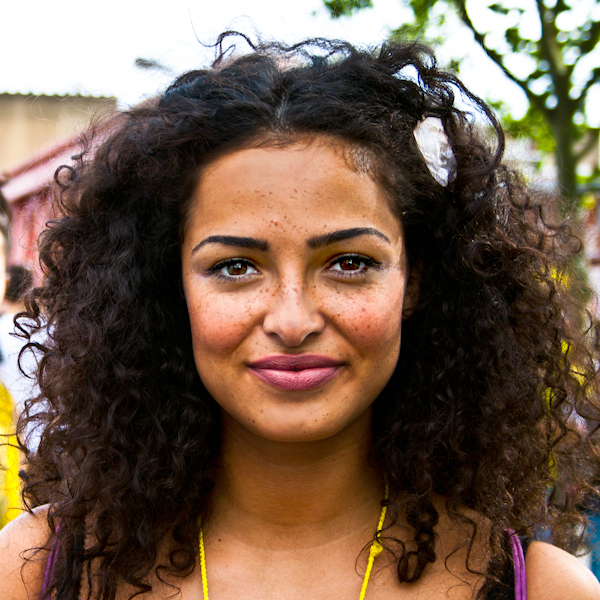
Anna Shaffer (2011)

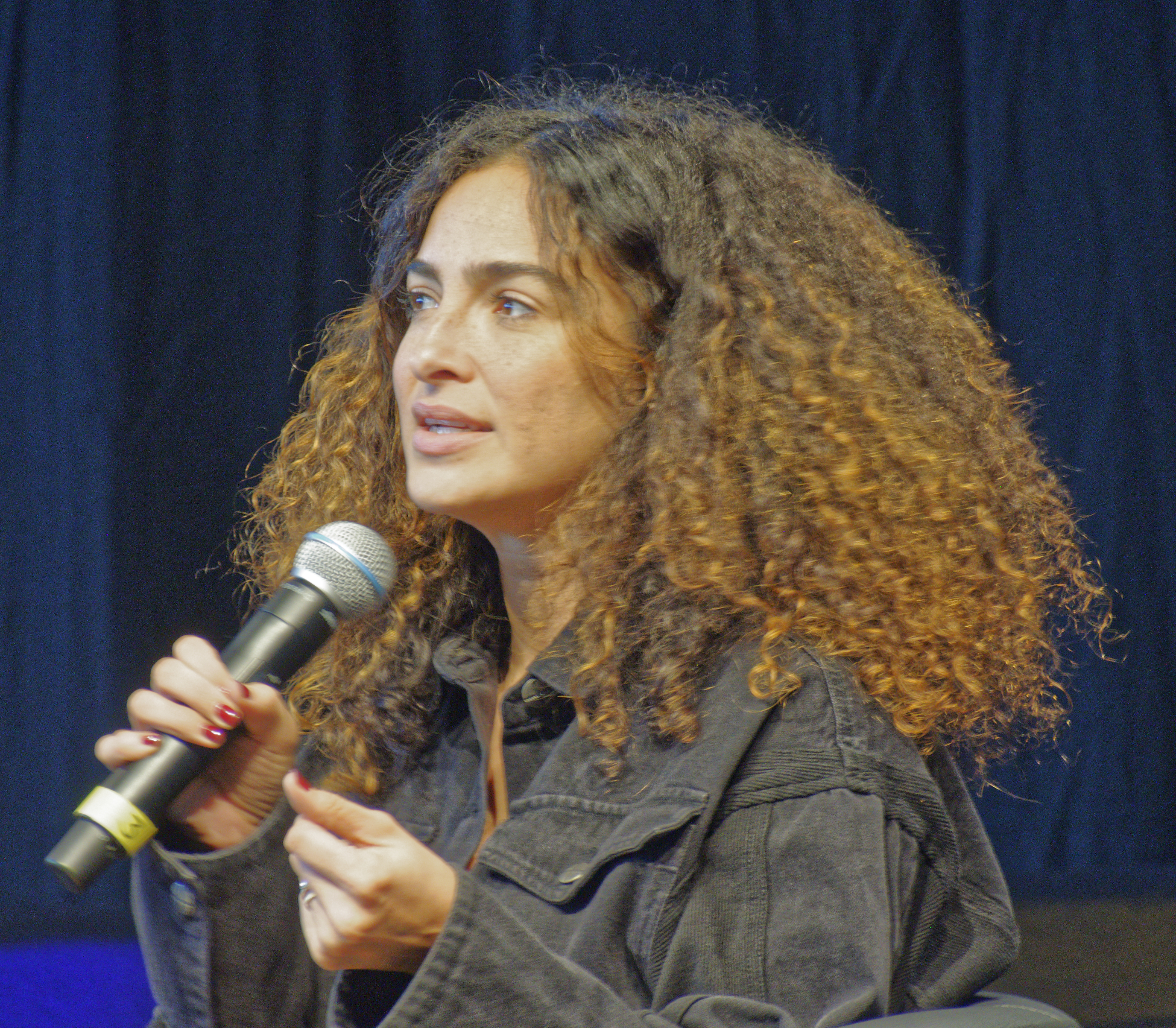
Anna Shaffer auf der Comic Con Germany 2022 in Stuttgart

Anna Maureen Barth Shaffer (* 15. März 1992 im Vereinigten Königreich) ist eine britische Schauspielerin.
Shaffer stand in der sechsten Harry-Potter-Verfilmung zum ersten Mal vor der Kamera. In Harry Potter und der Halbblutprinz spielte sie die Gryffindor-Schülerin Romilda Vane, die gerne mit Harry ausgehen möchte.
Zwischen 2011 und 2013 war sie in der Rolle der Ruby in der britischen Fernsehserie Hollyoaks zu sehen. Für diese wurde Shaffer als „Sexiest Female“ (Heißeste Frau) der British Soap Awards nominiert.
2018 wurde bekannt gegeben, dass Shaffer die Rolle der Triss Merigold in der Netflix-Serie The Witcher spielen soll.

## Filmografie (Auswahl)
- 2009: Harry Potter und der Halbblutprinz (Harry Potter and the Half-Blood Prince)
- 2010: Harry Potter und die Heiligtümer des Todes: Teil 1 (Harry Potter and the Deathly Hallows: Part 1)
- 2011: Harry Potter und die Heiligtümer des Todes: Teil 2 (Harry Potter and the Deathly Hallows: Part 2)
- 2011–2018: Hollyoaks (Fernsehserie)
- 2017: Fearless (TV-Miniserie)
- seit 2019: The Witcher (Fernsehserie)